# Clinocera litanica
Clinocera litanica är en tvåvingeart som beskrevs av Vaillant och Moubayed 1998. Clinocera litanica ingår i släktet Clinocera och familjen dansflugor. Inga underarter finns listade i Catalogue of Life.